# Phanerophthalmus cylindricus
Phanerophthalmus cylindricus is een slakkensoort uit de familie van de Haminoeidae. De wetenschappelijke naam van de soort is voor het eerst geldig gepubliceerd in 1861 door Pease.